# Dopolavoro Ferroviario Trieste 1950
Questa voce raccoglie le informazioni riguardanti il Dopolavoro Ferroviario Trieste nelle competizioni ufficiali della stagione 1950.

## Maglie e sponsor
| 1ª divisa |

## Rosa
| N° | Naz.              | Ruolo | Sportivo            |  |  |  |
| -- | ----------------- | ----- | ------------------- |  |  |  |
| ?  | Italia (bandiera) | E     | Cabrin              |  |  |  |
| ?  | Italia (bandiera) | E     | Cosimi I            |  |  |  |
| ?  | Italia (bandiera) | E     | Cosimi II           |  |  |  |
| ?  | Italia (bandiera) | E     | Mario Gambetti      |  |  |  |
| ?  | Italia (bandiera) | E     | Godina              |  |  |  |
| ?  | Italia (bandiera) | E     | Loggia              |  |  |  |
| ?  | Italia (bandiera) | E     | Luizzi              |  |  |  |
| ?  | Italia (bandiera) | E     | Francesco Sicignano |  |  |  |
| ?  | Italia (bandiera) | E     | Sicignano II        |  |  |  |
| ?  | Italia (bandiera) | E     | Vittorio Talocchi   |  |  |  |

- Allenatore: ?